# Stationspreissystem
Das Stationspreissystem (SPS) der Deutschen Bahn regelt die Entgelte, die Eisenbahnverkehrsunternehmen (EVU) an DB InfraGO bzw. bis 2023 DB Station & Service als Eisenbahninfrastrukturunternehmen (EIU) für die Nutzung von Bahnstationen entrichten.
Voraussetzung für die Nutzung eines Bahnhofs bzw. Haltepunkts ist ein gültiger Stationsnutzungsvertrag, mit dem die DB InfraGO AG (Personenbahnhöfe) den Eisenbahnverkehrsunternehmen ein Nutzungsrecht für die Infrastruktur einräumt.

## Geschichte

### Stationspreissystem 1999
Im Jahr 1999 führte die Deutsche Bahn ein Stationspreissystem mit etwa 5400 Einzelpreisen ein. Die Preise richteten sich nach der Zahl der Zughalte und den Kosten der jeweiligen Station.

### Stationspreissystem 2005
Zum 1. Januar 2005 trat ein Neuregelung in Form des Stationspreissystems 2005 (SPS 05) in Kraft, das eine Kategorisierung mit 96 Preisen vorsah. Die damit verbundenen Preise seien nach den „länderspezifischen Infrastrukturvoraussetzungen und Fördermodalitäten“ entwickelt worden. Das Unternehmen hatte die Einführung des neuen Systems Ende Dezember 2004 angekündigt.
Im Rahmen des Systems wurden alle Bahnhöfe und Haltepunkte der Deutschen Bahn im Personenverkehr sechs Bahnhofskategorien und den 16 länderspezifischen Preisen (16 Bundesländer mal sechs Kategorien) zugeordnet. Darüber hinaus gab es zwei Zuglängenfaktoren: für eine Zuglänge bis 180 m beträgt der Faktor 1, ab 180 m wurde der Faktor 2 zugrunde gelegt.
Zu seiner Einführung lagen die Preise in der höchsten Kategorie „Fernverkehrsknoten“ (Bahnhofskategorie 1), je nach Bundesland, zwischen 13,96 und 31,10 Euro pro Zughalt (Verkehrshalt). Für die häufigste Kategorie „Nahverkehrshalt“ (3225 Stationen) lag der Preis zwischen 1,25 und 3,44 Euro pro Halt. Die SPNV-Aufgabenträger kritisierten, dass sich vor allem von nichtbundeseigenen Eisenbahnen genutzte Stationen durch das neue System überdurchschnittlich verteuert hätten.
Per Bescheid vom 10. Dezember 2009 erklärte die Bundesnetzagentur die geltende Stationspreisliste für ungültig. Zum 1. Mai 2010 erklärte sie ebenfalls das Stationspreissystem der DB für ungültig. Per Klage erreichte die Deutsche Bahn, dass das System vorübergehend in Kraft blieb. Mitte September 2010 kündigte die Deutsche Bahn AG die Einführung eines neuen Stationspreissystems zum 1. Januar 2011 an.

### Stationspreissystem 2011
Zum 1. Januar 2011 trat das Stationspreissystem 2011 (SPS 11) in Kraft und löste das bis dahin gültige SPS 05 ab. Die Berechnung der Preise pro Verkehrshalt wurden hierbei geändert. Alle Bahnstationen wurden in sieben Bahnhofskategorien (seit 2017 Preisklassen) eingestuft, für die in den Gebieten der 28 SPNV-Aufgabenträger jeweils spezifische Preise festgelegt werden.
Die Einstufung in die Preisklassen beruht auf den Faktoren Anzahl Bahnsteigkanten, längste Bahnsteiglänge, Reisende pro Tag, Zughalte pro Tag, personenbedienter Service und technische Stufenfreiheit. Die aus diesen Punkten ermittelten Stufen werden gewichtet zu einer sogenannten Grundkategoriezahl summiert, anhand der die Einteilung in die Preisklassen 1–7 vorgenommen wird. Aus den Gesamtkosten für die den Betrieb aller Stationen gleicher Preisklasse im Gebiet eines Aufgabenträgers und der Zahl der Zughalte wird der jeweilige Stationspreis ermittelt. Bei 28 Aufgabenträgern und 7 Preisklassen ergeben sich 196 mögliche Stationspreise. Pro Zughalt wurde dieser Preis ursprünglich noch mit dem Zuglängenfaktor multipliziert. Dieser betrug 1 bei bis zu 90 Meter langen Zügen, 1,2 bei Zügen zwischen 90,01 Meter und 170 Metern und 3 bei Zügen einer Länge ab 170,01 Metern.
Zum 1. Januar 2013 wurde der Zuglängenfaktor durch einen Verkehrsleistungsfaktor ersetzt, der anstatt der Zuglänge nur noch zwischen Schienenpersonennahverkehr (SPNV) und Schienenpersonenfernverkehr (SPFV) unterscheidet. Die Änderungen seien im Vorfeld mit der Bundesnetzagentur abgestimmt worden und seien eine Übergangslösung für die Jahre 2013 und 2014. Der Verkehrsleistungsfaktor soll mit Wirkung ab 2015 durch eine „transparente Methode“ neu berechnet werden.

### Weitere Entwicklung
Nachdem es zu Beginn der COVID-19-Pandemie in Deutschland zu zahlreichen Haltausfällen nicht fahrender Züge gekommen war, wurden die entsprechenden Stationsentgelte für die Monate März bis Juni 2020 gestundet.
In ihrem Koalitionsvertrag vereinbarte die Bundesregierung 2009, eine Anreizregulierung für Trassen- und Stationspreise einzuführen. Die Novellierung des Eisenbahnregulierungsrechts sei (Stand: Oktober 2011) laut Angaben der Bundesregierung in Arbeit. Mit dem im Juli 2016 beschlossenen Eisenbahnregulierungsgesetz wird die Entwicklung der Stationspreise an jene der Regionalisierungsmittel gekoppelt. DB Station&Service beabsichtigt nach eigenen Angaben, die Preisentwicklung an dieser Regelung auszurichten. Auf Investitionen aus eigenen Mitteln zur Erweiterung oder Verbesserung des Anlagenbestandes und Leistungssteigerungen soll zukünftig grundsätzlich verzichtet werden, soweit keine Abweichungsvereinbarung mit Gebietskörperschaften geschlossen wird. Die bisherige Doppelkontrolle durch Gerichte wird durch eine Genehmigung der Preise durch die Bundesnetzagentur ersetzt. In Folge des Gesetzes wird auch eine Preisobergrenze (Price Cap) eingeführt.
2018 sollen die Stationspreise um 1,8 Prozent steigen.
Die Bundesnetzagentur prüft (Stand: Mai 2012), in welchem Maße Entschädigungen bei Mängeln bei zugesicherten Ausstattungs- und Servicekomponenten angemessen sind. Im Fahrplanjahr 2010/2011 gewährte DB Station&Service nach eigenen Angaben aufgrund derartiger Mängel Preisnachlässe von mehr als 50.000 Euro.

## Preisentwicklung
Im Jahr 2010 entrichteten Eisenbahnverkehrsunternehmen in Deutschland Stationsentgelte in Höhe von 0,7 Milliarden Euro. Laut Angaben von 2015 machten Stationsentgelte 70 Prozent des Umsatzes und 30 Prozent des Gewinns der DB Station&Service aus. Etwa 88 Prozent der Erlöse entfallen auf den Schienenpersonennahverkehr (Stand: 2016).
Zum Fahrplanwechsel im Dezember 2011 stiegen die Stationspreise laut Angaben der Deutschen Bahn im Mittel um 3,4 Prozent an. Der durchschnittliche Erlös je Stationshalt stieg zwischen 2005 und 2010 um rund 14 Prozent an. Im gleichen Zeitraum lag die allgemeine Teuerung bei acht Prozent, während der Erzeugerpreisindex um zehn Prozent zunahm. 2012 verzeichnete die Deutsche Bahn 146,2 Millionen Stationshalte. Davon entfielen 119,8 Millionen auf DB-eigene Eisenbahnverkehrsunternehmen und 24,7 Millionen auf konzernexterne Bahnen.

## Kritik
Die Bundesarbeitsgemeinschaft Schienenpersonennahverkehr (BAG-SPNV) hielt 2010 die Preisbildung und Kategorisierung für weiterhin intransparent und das Preisniveau für zu hoch. In einer Befragung von Eisenbahnverkehrsunternehmen durch die Bundesnetzagentur zeigten sich die EVU mit dem Preis-Leistungs-Verhältnis für Stationshalte besonders unzufrieden und sahen die geringste Diskriminierungsfreiheit unter allen Eisenbahninfrastruktur-Preissystemen.
Die Bundesnetzagentur forderte 2011 zusätzliche Kompetenzen, um für mehr Wettbewerb sorgen zu können. Könnte die Behörde bislang nur bei einem konkreten Missbrauchsverdacht eingreifen, sei es für eine effektive Kontrolle notwendig, auch unabhängig von konkreten Vorfällen Einblick in Unterlagen zu erhalten, die zur Prüfung von Nutzungsbedingungen notwendig seien.
Kritiker bemängeln die Änderung des Grenzwerts des Zuglängenfaktors, die im September 2010 von 180 auf 170 gesenkt wurde. Die 178 m langen Garnituren des Hamburg-Köln-Express würden dadurch gezielt benachteiligt. Die Bundesnetzagentur untersucht diese Vorwürfe (Stand: Februar 2012). Laut DB-Angaben dauern die Gespräche zwischen dem Unternehmen und der Bundesnetzagentur an (Stand: Mai 2012). Demnach wünsche die Behörde einen Zuglängen-Aufschlag nach Markttragfähigkeit. Dazu existierten jedoch noch keine belastbaren wissenschaftlichen Grundlagen.
SPNV-Aufgabenträger kritisieren den wachsenden Anteil der Trassen- und Stationsgebühren an den Betriebskosten. Da die Regionalisierungsmittel mit diesen Steigerungen nicht Schritt halten würden, wachse der prozentuale Anteil der Trassen- und Stationsgebühren am zur Verfügung stehenden Budget kontinuierlich.